# Lithobius crypticola
Lithobius crypticola är en mångfotingart som beskrevs av Ribaut in Jeannel 1926. Lithobius crypticola ingår i släktet Lithobius och familjen stenkrypare.
Artens utbredningsområde är Frankrike.

## Underarter
Arten delas in i följande underarter:
- L. c. bicuspidata
- L. c. crypticola
- L. c. fresnedensis